# Lôi Hoành (nhà Thanh)
Lôi Hoành (chữ Hán: 雷鋐, 1697 – 1760), tên tự là Quán Nhất, người Ninh Hóa, Phúc Kiến, là quan viên nhà Thanh trong lịch sử Trung Quốc.

## Học vấn
Hoành làm chư sanh, chú tâm với học thuyết Tính – Lý của Tống Nho. Thứ cát sĩ Thái Thế Viễn làm chủ Ngao Phong thư viện, Hoành theo ông ta học hỏi. Khi xưa Khang Hi đế ủng hộ học thuyết của Chu tử, mệnh cho Lý Quang Địa chỉnh lý tài liệu của Tống Nho, lưu truyền cả nước. Thái Thế Viễn là môn sanh của Lý Quang Địa, như vậy Hoành là thế hệ học giả thứ 3 truyền bá Tống Nho vào đời Thanh.

## Sự nghiệp
Năm Ung Chánh đầu tiên (1723), Hoành đỗ cử nhân. Khi ấy Thái Thế Viễn làm Thị lang, tiến Hoành thụ chức Quốc tử giám Học chánh. Năm thứ 11 (1733), Hoành đỗ tiến sĩ, được đổi làm Thứ cát sĩ, nhưng ông xin về. Năm thứ 13 (1735), Càn Long đế lên ngôi, triệu Hoành đến kinh, mệnh làm Trực thượng thư phòng.
Năm Càn Long đầu tiên (1736), Hoành được tản quán , có bệnh không tham dự kỳ thi của Thứ cát sĩ, được đặc thụ chức Biên tu. Năm thứ 2 (1737), Hoành tham dự đại khảo, đỗ Nhị đẳng nhất danh, được ban bút, mực, nghiên, cát sa . Người cùng làm việc với Hoành là Biên tu Dư Đống đã về nhà chịu tang, bấy giờ đến viếng tang của hoàng tử Vĩnh Liễn, Càn Long đế muốn giữ ông ta; Hoành dâng sớ nói: "Người dạy học cần phải sáng tỏ đại nghĩa, đôn đốc nhân luân. Sau này Đống giảng đến đoạn Tế Ngã hỏi việc tang 3 năm , làm sao nói ra được?" Dương Danh Thì cũng can ngăn, việc này mới thôi. Năm thứ 4 (1739), Hoành được thăng làm Dụ đức . Sau đó Hoành gặp tang cha nên về quê. Năm thứ 9 (1744), Hoành được triệu đến kinh, vẫn làm Trực thượng thư phòng, còn thưởng ngoài ngạch là thực bổng của chức Dụ đức.
Năm thứ 10 (1745), Hoành trải qua 3 lần thăng chức, làm đến Thông Chánh sứ. Càn Long đế cho rằng bọn ngự sử phần nhiều mua tiếng ngay thẳng, tự lấy làm hay, bèn giáng chiếu dạy dỗ. Hoành dâng sớ nói: "Hoàng thượng bồi dưỡng khuyến khích, muốn lấy bề tôi thuần hậu đời xưa làm chuẩn mực, ý chí sâu dày. Nếu đài gián được cái tiếng, thì chánh sự được cái thật. Luận thân phận của thần tử, không chỉ không thể tính lợi, cũng không thể hiếu danh; mà ở triều đình vui vẻ nghe lời nói thẳng, không cần ngờ họ hiếu danh, cũng không cần ngờ họ tính lợi. Khổng tử khen Thuấn là bậc đại trí vì biết giấu ác tỏ thiện , đã biết đương thời nói ra chẳng phải đều là có thiện không ác, chỉ Thuấn giấu này tỏ kia, vì thế lời hay không bị che lấp , làm nên phép cai trị nắm cả hai mà dùng cái trung dung ." Hoành được nhận chỉ khen ngợi.
Năm thứ 14 (1749), Hoành xin về thăm mẹ. Năm thứ 15 (1750), Hoành về kinh, nhận mệnh làm Đốc Chiết Giang học chánh. Năm thứ 16 (1751), Càn Long đế nam tuần, ban cho Hoành thơ mình làm, nói: "Chiết Giang gần Phúc Kiến, cho ngươi tiện nuôi mẹ đấy!" Sau đó Hoành được điều đi Giang Tô.
Năm thứ 18 (1753), Hoành được cất làm Tả Phó đô ngự sử, vẫn lưu lại làm Đốc học. Hoành lại được điều về Chiết Giang. Hàng Châu, Gia Hưng gặp thiên tai, Hoành gởi thư yêu cầu tuần phủ Chu Nhân Ký đề nghị với triều đình cho các nơi ấy được quyên chẩn . Chu Nhân Ký cho rằng bấy giờ đã là lúc mùa đông lạnh nhất, theo lệ không được bổ báo, khó mà làm được . Hoành bèn dâng sớ trình bày, Càn Long đế mệnh cho quyên chẩn.

## Cuối đời
Năm thứ 21 (1756), Hoành xin về nuôi mẹ. Năm thứ 22 (1757), Càn Long đế nam tuần, Hoành ra đón, đế viết bảng ban cho mẹ của ông. Năm thứ 24 (1759), mẹ của Hoành mất. Năm thứ 25 (1760), chưa dứt tang mẹ thì Hoành mất, hưởng thọ 64 tuổi.

## Quan điểm
Sử cũ đánh giá Hoành có tính ôn hòa bình tĩnh, thành thật chất phác, được xếp vào nhóm học giả ủng hộ Tống Nho – chủ lưu của Nho học 2 triều đại Minh, Thanh. Hoành làm Đốc học chánh, đem Tiểu học và niên phả (tương tự nhật ký) của Lục Lũng Kỳ dạy học trò (Lục Lũng Kỳ cực lực phản đối Tâm học của Vương Dương Minh); ông cùng Phương Bao kết bạn, xem việc làm văn giản dị, dễ hiểu là nắm được đại thể.